# 乳井
乳井（にゅうい）は、青森県弘前市の地名。郵便番号は036-8122。

## 地理
南は南津軽郡大鰐町に接し、北西部を東北自動車道、青森県道13号大鰐浪岡線が通る。町域の北部から東部にかけて薬師堂、南は大鰐町八幡館・蔵館・長峰、西は石川に接する。

### 小字
小字として石田・岩ノ上・岩ノ下・大清水・大杉ノ下・大面田・岡本・沢田・外ノ沢・舘ノ沢・茶臼舘・長橋・乳井・平山・古堂・蔀屋敷・柳田・和山がある。

## 沿革
- 1889年（明治22年） - 石川村の一部。
- 1891年（明治24年） - 当時の記録では人口560、戸数90、厩62とある。
- 1923年（大正12年） - 石川村から石川町になり、石川町の一部。
- 1957年（昭和32年） - 弘前市の大字になる。

### 地名の由来
当地に白く濁る乳白色の井戸があることから。

## 世帯数と人口
2017年（平成29年）6月1日現在の世帯数と人口は以下の通りである。
| 大字             | 世帯数  | 人口  |
| ---------------- | ------- | ----- |
| 乳井（小字全域） | 239世帯 | 611人 |

## 施設

### 寺院
- 盛祥院

### 神社
- 木ノ宮愛宕神社
- 乳井神社

### 郵便
- 乳井簡易郵便局

### 公共
- 乳井多目的集会施設

## 小・中学校の学区
市立小・中学校に通う場合、学区は以下の通りとなる。
| 大字 | 番・番地 | 小学校             | 中学校             |
| ---- | -------- | ------------------ | ------------------ |
| 乳井 | 全域     | 弘前市立石川小学校 | 弘前市立石川中学校 |

## 交通
- 弘南バス

石川入口・薬師堂（弘前バスターミナル - 薬師堂北口線）停留所。